# Testemunhas de Jeová e as Nações Unidas
As Testemunhas de Jeová ensinam que a Liga das Nações e as Nações Unidas foram criadas como uma falsificação do Reino de Deus. Joseph F. Rutherford, segundo presidente da Sociedade Torre de Vigia, condenou políticos, líderes empresariais e clérigos em seu apoio à Liga das Nações. As Testemunhas de Jeová acreditavam que as Nações Unidas logo destruiriam todas as outras religiões e depois se voltariam contra as (TJ) termo usado pelos opositores.Os apostatas usam essa informação desatualizada ,a qual agora é : Gogue de Magogue com sua coalisão de nações atacarão todas as religiões.

## História do ensino

### Desenvolvimento
Em uma convenção de Estudantes da Bíblia realizada em setembro de 1919, a imprensa local relatou os comentários de JF Rutherford sobre a Liga das Nações: "Ele declarou uma Liga das Nações formada pelas forças políticas e econômicas, movida pelo desejo de melhorar a humanidade, pelo estabelecimento de paz e abundância realizaria um grande bem, e então afirmou que o desagrado do Senhor será certamente visitado na Liga, porque o clero - católico e protestante - abandonou seu plano e endossou a Liga das Nações, saudando-a como a expressão política do reino de Cristo na terra ". A visão de Rutherford foi similarmente sustentada por outros expositores pré-milenaristas daquela época.
O jornal estudantil da Bíblia The Golden Age referiu-se ao “político profissional” e aos “poderes financeiros” e ao “clero” como uma “trindade profana” em apoio à Liga das Nações e previu a sua morte: “Desde estas duas classes [políticos e financeiros] são considerados homens mundanos que nunca alegaram ter feito um pacto com Deus, ele não poderia interferir com eles por um tempo, mas principalmente por causa do outro membro da trindade profana - o clero - Deus indica que ele não permitirá que a Liga das Nações e a liga de igrejas perdurem. ” Em 1930, Rutherford publicou o livreto Proibição e a Liga das Nações - Nascido de Deus ou do Diabo, que? A Prova Bíblica que concluiu: “Eis a afirmação positiva e incondicional de Jeová Deus de que nem a Liga das Nações, nem qualquer outra combinação de homens e governos, terá algo a ver com o estabelecimento de seu reino e estabelecer a paz e a retidão. É o reino de Deus e não do homem; e para os homens presumirem que fazer o que Deus declarou que ele fará é um pecado grosseiro e presunçoso. A organização da nação que tenta correr à frente de Deus e tenta, presunçosamente, estabelecer uma regra ou organização e chamá-la de reino de Deus sofrerá severa punição".
Em um discurso proferido em 20 de setembro de 1942, Nathan Knorr, o terceiro presidente da Sociedade , alegou que a recém formada ONU era a besta selvagem do Apocalipse, de cor escarlate, que seria montada pela mulher "Babilônia", que Knorr identificou como "a organização religiosa com sede na Cidade do Vaticano".

### Resolução de 1963
Em 1963, as Testemunhas de Jeová adotaram uma resolução estabelecendo a visão oficial sobre as Nações Unidas. A resolução foi publicada na edição de 15 de novembro de 1963 de A Sentinela. Em 24 assembléias realizadas ao longo do ano, um total de 454.977 participantes da convenção adotaram a resolução. 
Com relação às Nações Unidas, o parágrafo 5 daquela resolução declara: "as nações recusaram ainda mais a entrega de sua soberania ao reino messiânico de Deus estabelecendo ... as Nações Unidas, ... Esta organização internacional representa a soberania mundial por durante anos, homens sem fé no reino de Deus se esforçaram para que todas as pessoas adorassem a imagem internacional da soberania política humana como a melhor esperança para a paz e a segurança terrenas, na verdade, a última esperança para a humanidade. Deram culto a esta imagem política, tornando-se membros dela. No entanto, nós, como testemunhas do Soberano Deus Jeová, continuaremos nos recusando a nos envolver em tal adoração idólatra". 

## Ensinamento atual

A bandeira das Nações Unidas

As Testemunhas de Jeová ensinam que as Nações Unidas são a "imagem da besta" referida em Apocalipse 13: 1-18 e o cumprimento da "coisa repugnante que causa desolação" em Mateus 24:15 . As Testemunhas de Jeová acreditam que Deus usará as Nações Unidas para destruir a "religião falsa", em que todas as religiões institucionalizadas, exceto as Testemunhas de Jeová, serão destruídas. Acreditam ainda que, depois que todas as outras religiões forem destruídas, "uma coalizão de nações" se voltará contra as Testemunhas de Jeová para destruí-las, mas Jeová intervirá e destruirá todos os elementos políticos. Eles acreditam que este ato de intervenção divina será o Armagedom, a parte final da Grande Tribulação.
Na prática, as Testemunhas de Jeová "vêem a organização das Nações Unidas como fazem outros órgãos governamentais do mundo", como "autoridades superiores" que "existem pela permissão de Deus", com base em sua interpretação de Romanos 13: 1-2. Eles acreditam que "essa posição bíblica não tolera qualquer forma de desrespeito para com os governos ou seus oficiais", à qual devem "prestar o devido respeito", e "obedecem, desde que tal obediência não exija que pequem contra Deus".

## Interação das Testemunhas de Jeová com a ONU
Em fevereiro de 1992, a corporação  da Sociedade Torre de Vigia de Nova Iorque, tornou-se membro associado do Departamento de Informação Pública das Nações Unidas (UN / DPI) e manteve essa associação até outubro de 2001. De acordo com a ONU / DPI, o objetivo principal da associação de ONGs é "redisseminar informações para aumentar a compreensão pública dos princípios, atividades e realizações das Nações Unidas e suas Agências". O estatuto de associado acabou no dia seguinte a sua descoberta no jornal The Guardian  Em uma carta datada de 4 de março de 2004, o site da UN / DPI explicou a associação que tinha com a Torre de Vigia: " Ao aceitar a associação com o DPI, a organização concordou em atender aos critérios de associação, incluindo apoio e respeito aos princípios da Carta das Nações Unidas e compromisso e meios para conduzir programas de informação eficazes com seus constituintes e para um público mais amplo sobre as atividades da ONU." O site oficial explica ainda mais sobre organizações associadas: "Por favor, note que a associação de ONGs com o DPI não constitui sua incorporação ao sistema das Nações Unidas, nem dá direito a organizações associadas ou seus funcionários a qualquer tipo de privilégios, imunidades ou status especiais". De acordo com o Guardian, contudo, “uma publicação... enxerga a ONU como uma coisa asquerosa aos olhos de Deus e seu povo”.
De acordo com a primeira justificação, o registro foi feito para poder dar ajuda humanitária e defender os Direitos Humanos em diversos países do mundo. Paul Gillies, do Gabinete de Informação Pública da religião na Grã-Bretanha, enviou em 28 de outubro de 2001 uma carta em resposta ao The Guardian que dizia:
"Os artigos de Stephen Bates no The Guardian de 8/10 e 15/10 de 2001 deturpou a razão do regist[r]o ... junto às Nações Unidas e contém alguns erros fatuais. Em 1991, uma de nossas corporações legais se registou junto às Nações Unidas como ONG com o único objetivo de ter acesso à vasta biblioteca das Nações Unidas. Este registo possibilita que um escritor que tenha recebido um cartão de identificação, possa aceder à biblioteca para pesquisar e obter informações que possam ser utilizadas em artigos sobre as Nações Unidas a serem escritos em nossas revistas. Não há nada de secreto nisso. Na época da inscrição, não se exigiu nenhuma assinatura em qualquer formulário. Anos mais tarde, sem que o Corpo Governante das Testemunhas de Jeová fosse notificado, as Nações Unidas publicaram o "Critério obrigando as ONGs a ela associadas a apoiarem os objetivos das Nações Unidas. Ao tomarmos conhecimento da situação, solicitamos a nossa dissociação e o cartão de identificação do escritor foi devolvido."
Stephen Bates replicou:
"Se não havia nada secreto com relação à sua associação com "a Fera de Escarlate" [isto é, a ONU], me surpreendeu que tantos dos seus seguidores nada sabiam a respeito dela, considerando a frequente condenação da ONU feita pela STV em suas publicações. Todos esses acontecimentos podem ser interpretados pelas Testemunhas como tendo um ar de traição e hipocrisia. Se não era segredo e a associação foi apenas para conseguir o acesso para uso da biblioteca, por que o Sr. [Gillies] não me informou disso quando falei consigo vários dias antes da publicação do artigo? ... E por que a STV decidiu se desligar apenas 2 dias depois do aparecimento de meu artigo, quando a STV "soube da situação" que, certamente, não era segredo? Qualquer organização que se afilia a outra deve, certamente, saber que tem que se sujeitar a certos princípios básicos, portanto, fingir que, de repente, se viram obrigados a aceitar os princípios que regem a Carta da ONU é, no mínimo, falta de sinceridade. Ao ponto em que pude deduzir de sua carta, não há quaisquer erros fatuais em minhas reportagens pois o Sr. não me apontou nenhum que não tivesse tido a oportunidade de esclarecer quando conversamos."
Segundo Pedro Candeias, do Gab. de Informação Pública em Portugal, reafirmou que "o registo como ONG só foi feito para dar ajuda humanitária e defender os Direitos Humanos em diversos países do mundo e que essa inscrição não violava os preceitos estatutários das Testemunhas de Jeová e as críticas ao registo não têm qualquer fundamento.
Apesar de tudo isso, as Testemunhas de Jeová apelaram à Comissão de Direitos Humanos das Nações Unidas sobre sanções contra as atividades de seus membros.